# Livia Lang
Livia Lang (* 3. Juni 1994 in Budapest, Ungarn) ist eine österreichische Synchronschwimmerin. Sie trat bei den Olympischen Sommerspielen 2012 im Damenduett mit Nadine Brandl an. Mit ihr erreichte sie den 19. Platz.